# Zygaenodini
Zygaenodini es una subtribu de coleópteros polífagos pertenecientes a la familia Anthribidae. Contiene los siguientes géneros:

## Géneros
- Adoxastia Jordan, 1931
- Anthrenosoma Jordan, 1904
- Araeoderes Schaeffer, 1906
- Atinellia Jordan, 1925
- Autotropis Jordan, 1924
- Blaberops Jordan, 1904
- Botriessa Jordan, 1928
- Brachetrus Jordan, 1942
- Cybosoma Jordan, 1906
- Directarius Jordan, 1894
- Dissoleucas Jordan, 1925
- Epiplaterus Jordan, 1949
- Eugonops Jordan, 1904
- Eusphyrus LeConte, 1876
- Exechesops Schoenherr, 1847
- Glaesotropis Gratshev & Zherikhin, 1995 †
- Heniocera Jordan, 1936
- Hormiscops Jordan, 1914
- Kimenus Wolfruni, 1961
- Mallorrhynchus Jordan, 1925
- Monosirhapis Jordan, 1936
- Nausicus Pascoe, 1882
- Nerthomma Pascoe, 1860
- Nesidobius Jordan, 1936
- Nistacares Fairmaire, 1898
- Noxius Jordan, 1936
- Ormiscus G. R. Waterhouse, 1845
- Paranthribus Jordan, 1904
- Rhaphitropis Reitter, 1916
- Scymnopis Jordan, 1904
- Uncifer Jordan, 1904
- Unciferina Morimoto, 1981
- Xynotropis Blackburn, 1900